# Hartmann Teréz
Hartmann Teréz (Budapest, 1956. június 30. –) magyar színésznő.

## Életpálya
A Színház- és Filmművészeti Főiskolán 1978-ban színművészként diplomázott. Osztályvezető tanára Marton Endre volt. Pályáját a Pécsi Nemzeti Színházban kezdte. 1981-től a nyíregyházi Móricz Zsigmond Színház tagja, majd 1985-től a József Attila Színház és a Pesti Színház társulatának vendégművésze volt. 1987-ben a Jurta Színházhoz szerződött. 1991-től ismét a Pécsi Nemzeti Színház tagja. Gyermeke születését követően, 1995-től 2018-ig színészeten kívüli területen is dolgozott marketing szakemberként és szövegíróként, emellett a Budapesti Gazdasági Főiskolán 2002-ben diplomát szerzett. 2019-től ismét kizárólag a színészi pályára koncentrál.

## Fontosabb színházi szerepei
- Spiró György: Nyulak Margitja... Szabina
- Sarkadi Imre: Oszlopos Simeon... Zsuzsi
- Illyés Gyula: Sorsválasztók... Kati
- Németh László: A két Bolyai... Róza
- Vörösmarty Mihály: Csongor és Tünde... Tünde
- William Shakespeare: Vízkereszt, vagy amit akartok... Oliva
- William Shakespeare: Sok hűhó semmiért... Hero
- William Shakespeare: Ahogy tetszik... Célia
- Fjodor Mihajlovics Dosztojevszkij: A félkegyelmű... Varja
- Mihail Mihajlovics Roscsin: Szerelvény a hátországba... Iva
- George Bernard Shaw: Sosem lehet tudni... Glória
- Edward Albee: Nem félünk a farkastól... Honey
- Krúdy Gyula: Rezeda Kázmér szép élete... Diáklány
- Weöres Sándor: A kétfejű fenevad... Chernel Evelin, menyasszony
- Herczeg Ferenc: Bizánc... Iréne császárnő
- Kányádi Sándor: Kétszemélyes tragédia... Asszony
- Páskándi Géza Átkozottak... Komorna Bethlenéknél
- Nyirő József: Jézusfaragó ember... Incéné, az Ajnádiak szomszédasszonya
- Kolozsvári Papp László: Édes Otthon... Ildikó
- Kiss Dénes: Héterősek... Királyné
- Örkény István – Horvai István: Rózsakiállítás... Irénke
- Huszka Jenő: Mária főhadnagy... Ilona
- Eugène Labiche: A florentin kalap... Anais
- Sárosi István: Rákfene... Kenéz Ibolya
- Mihail Afanaszjevics Bulgakov: Fehér karácsony... Jelena

## Filmek, tv
- Tengerre néző cellák (1978)
- Töredék az életről (1980) ...Bori
- Kard és kocka  (1986)
- Hanussen (1988)
- Szomszédok (sorozat) 68. rész (1989) ...Terhes nő
- Rózsakiállítás  (színházi előadás tv-felvétele) (1991)
- I Love Budapest (2001) ...Rózsi
- Randevú (2006) ...Szeméttelepi asszony
- 56 villanás (2007) ...Gépírónő
- Oltári történetek (2022) ...Molnár Dóra
- FBI: International (2022) ...Bartender
- A Király (2022) ...OSZK titkárnő
- A mi kis falunk (2024) ...néni